# 黄德宁
黃德寧（—1306年），元朝初期广西民变首领，藤州（今广西藤县）人。祖辈三代居住大任洞，黄德宁与父黄璋信，曾叛逆元朝后又降服。黄德宁于1303年四月，举旗反元，迎立李龙神为皇帝，自称丞相，属下设六部尚书等官。1306年被元军镇压。